# Zapasy na Letnich Igrzyskach Olimpijskich 1988 – kategoria do 130 kg w stylu wolnym
Zmagania mężczyzn w wadze do 130 kg to jedna z dziesięciu męskich konkurencji w zapasach w stylu wolnym rozgrywanych podczas Letnich Igrzysk Olimpijskich 1988. Pojedynki w tej kategorii wagowej odbyły się w dniach 29 września – 1 października.

## Klasyfikacja[1]
| Pozycja | Nazwisko            | Kraj              |
| ------- | ------------------- | ----------------- |
| 1       | Dawit Gobedżiszwili | ZSRR              |
| 2       | Bruce Baumgartner   | Stany Zjednoczone |
| 3       | Andreas Schröder    | NRD               |
| 4       | László Klauz        | Węgry             |
| 5       | Atanas Atanasow     | Bułgaria          |
| 6       | Daniel Payne        | Kanada            |
| 7       | Adam Sandurski      | Polska            |
| 8       | Ralf Bremmer        | RFN               |
| 9       | Ham Deog-won        | Korea Południowa  |
| 9       | Hiroyuki Obata      | Japonia           |
| 11      | Navind Ramsaran     | Mauritius         |
| 11      | Dennis Atiyeh       | Syria             |
| 13      | Jesús Montesdeoca   | Hiszpania         |
| 13      | Miroslav Luberda    | Czechosłowacja    |
| 15      | Hasan al-Haddad     | Egipt             |

## Zasady
Uczestnicy zostali podzieleni na dwie grupy. Zawodnik który przegrał dwie walki odpadł z dalszej rywalizacji.
- TF — Łopatki
- SP — Przewaga (12-14 punktów różnicy, pokonany zdobył punkty)
- ST — Przewaga (15 punktów różnicy, przewaga techniczna)
- PP — Na punkty (Pokonany zdobył punkty)
- PO — Na punkty (Pokonany bez punktów)
- P1 — Pasywność (Przy prowadzeniu różnicą 1-11 punktów)
- DQ — Dyskwalifikacja/Walkower
- DNA  — Zawodnik nie przystąpił do walki

## Wyniki

### Rundy eliminacyjne

#### Grupa A
| Liczba porażek | Zawodnik          | Wynik     | Czas/Punkty | Zawodnik          | Liczba porażek |         |
| Runda 1        | Runda 1           | Runda 1   | Runda 1     | Runda 1           | Runda 1        | Runda 1 |
| -------------- | ----------------- | --------- | ----------- | ----------------- | -------------- | ------- |
| 0              | Bruce Baumgartner | 4-0 DQ    |             | Hasan al-Haddad   | 1              |         |
| 0              | Andreas Schröder  | 4-0 TF    | 1:12        | Adam Sandurski    | 1              |         |
| 0              | Ham Deog-won      | 3-1 PP    | 6-4         | Jesús Montesdeoca | 1              |         |
| 0              | Daniel Payne      | 4-0 TF    | 0:21        | Navind Ramsaran   | 1              |         |
| Runda 2        |                   |           |             |                   |                |         |
| 0              | Bruce Baumgartner | 3-1 PP    | 11-1        | Andreas Schröder  | 1              |         |
| 1              | Adam Sandurski    | 4-0 TF    | 1:00        | Ham Deog-won      | 1              |         |
| 2              | Jesús Montesdeoca | 0-3 P1    | 4:14        | Daniel Payne      | 0              |         |
| 1              | Navind Ramsaran   |           |             | Bez walki         |                |         |
| 1              | Hasan al-Haddad   | DNA       |             |                   |                |         |
| Runda 3        |                   |           |             |                   |                |         |
| 2              | Navind Ramsaran   | 0-4 ST    | 0-15        | Bruce Baumgartner | 0              |         |
| 1              | Andreas Schröder  | 4-0 TF    | 1:05        | Ham Deog-won      | 2              |         |
| 1              | Adam Sandurski    | 3-1 PP    | 4-3         | Daniel Payne      | 1              |         |
| Runda 4        |                   |           |             |                   |                |         |
| 0              | Bruce Baumgartner | 4-0 ST    | 17-0        | Adam Sandurski    | 2              |         |
| 1              | Andreas Schröder  | 3.5-.5 SP | 15-3        | Daniel Payne      | 2              |         |

#### Klasyfikacja
| Zawodnik          | Przegrane | Runda | Punkty |
| ----------------- | --------- | ----- | ------ |
| Bruce Baumgartner | 0         | -     | 15     |
| Andreas Schröder  | 1         | -     | 12.5   |
| Daniel Payne      | 2         | 4     | 8.5    |
| Adam Sandurski    | 2         | 4     | 7      |
| Ham Deog-won      | 2         | 3     | 3      |
| Navind Ramsaran   | 2         | 3     | 0      |
| Jesús Montesdeoca | 2         | 2     | 1      |
| Hasan al-Haddad   | 1         | 1     | 0      |

#### Grupa B
| Liczba porażek | Zawodnik            | Wynik   | Czas/Punkty | Zawodnik            | Liczba porażek |         |
| Runda 1        | Runda 1             | Runda 1 | Runda 1     | Runda 1             | Runda 1        | Runda 1 |
| -------------- | ------------------- | ------- | ----------- | ------------------- | -------------- | ------- |
| 0              | László Klauz        | 4-0 TF  | 16-0        | Miroslav Luberda    | 1              |         |
| 1              | Ralf Bremmer        | 1-3 PP  | 4-8         | Hiroyuki Obata      | 0              |         |
| 0              | Dawit Gobedżiszwili | 4-0 ST  | 17-0        | Dennis Atiyeh       | 1              |         |
| 0              | Atanas Atanasow     |         |             | Bez walki           |                |         |
| Runda 2        |                     |         |             |                     |                |         |
| 1              | Atanas Atanasow     | 0-3 P1  | 5:17        | László Klauz        | 0              |         |
| 2              | Miroslav Luberda    | 0-4 TF  | 4:11        | Ralf Bremmer        | 1              |         |
| 1              | Hiroyuki Obata      | 0-4 TF  | 2:43        | Dawit Gobedżiszwili | 0              |         |
| 1              | Dennis Atiyeh       |         |             | Bez walki           |                |         |
| Runda 3        |                     |         |             |                     |                |         |
| 2              | Dennis Atiyeh       | 0-4 ST  | 0-15        | Atanas Atanasow     | 1              |         |
| 0              | László Klauz        | 4-0 TF  | 0:17        | Hiroyuki Obata      | 2              |         |
| 2              | Ralf Bremmer        | 0-3 P1  | 4:43        | Dawit Gobedżiszwili | 0              |         |
| Runda 4        |                     |         |             |                     |                |         |
| 2              | Atanas Atanasow     | 1-3 PP  | 1-6         | Dawit Gobedżiszwili | 0              |         |
| 0              | László Klauz        |         |             | Bez walki           |                |         |
| Runda 5        |                     |         |             |                     |                |         |
| 1              | László Klauz        | 0-3 PO  | 0-10        | Dawit Gobedżiszwili | 0              |         |

#### Klasyfikacja
| Zawodnik            | Przegrane | Runda | Punkty |
| ------------------- | --------- | ----- | ------ |
| Dawit Gobedżiszwili | 0         | -     | 17     |
| László Klauz        | 1         | -     | 11     |
| Atanas Atanasow     | 2         | 4     | 5      |
| Ralf Bremmer        | 2         | 3     | 5      |
| Hiroyuki Obata      | 2         | 3     | 3      |
| Dennis Atiyeh       | 2         | 3     | 0      |
| Miroslav Luberda    | 2         | 2     | 0      |

### Runda finałowa[11]
| Zawodnik                  | Wynik                 | Czas/Punkty           | Zawodnik              |                       |
| Pojedynek o 7 miejsce     | Pojedynek o 7 miejsce | Pojedynek o 7 miejsce | Pojedynek o 7 miejsce | Pojedynek o 7 miejsce |
| ------------------------- | --------------------- | --------------------- | --------------------- | --------------------- |
| Adam Sandurski            | 3-1 PP                | 7-5                   | Ralf Bremmer          |                       |
| Pojedynek o 5 miejsce     |                       |                       |                       |                       |
| Daniel Payne              | 1-3 PP                | 3-8                   | Atanas Atanasow       |                       |
| Pojedynek o brązowy medal |                       |                       |                       |                       |
| Andreas Schröder          | 3-0 P1                | 4:21                  | László Klauz          |                       |
| Finał                     |                       |                       |                       |                       |
| Bruce Baumgartner         | 1-3 PP                | 1-3                   | Dawit Gobedżiszwili   |                       |